# Felipe Braga
Felipe Braga Alfredo, né le 11 juillet 1994 à Belo Horizonte dans l'État du Minas Gerais au Brésil, est un joueur brésilien de basket-ball.